# Embaixadinha

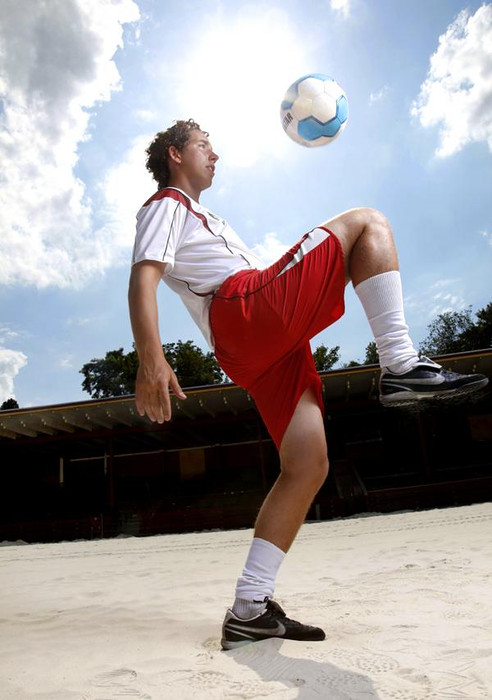
Um jogador de futebol fazendo embaixadas.

Embaixadinha, pontinho (na Bahia), altinha (no Rio de Janeiro) ou freestyle é uma prática futebolística de cunho individual, que consta em controlar a bola com todas as partes do corpo (com exceção da mão e do braço), principalmente com o pé e com a cabeça, de forma a não deixar a bola cair no chão.
Pode ser utilizada como forma de treinamento, diversão ou aprimoramento da coordenação motora.
A embaixadinha é praticada em campeonatos principalmente na forma de futebol free style, mais difíceis com a bola com o menor número de erros, entretanto a pontuação é subjetiva e as regras específicas variam em cada lugar que é praticado.